# Heinz Heiderhoff
Heinz Heiderhoff (* 15. März 1922 in Mülheim an der Ruhr; † 13. Februar 2002 ebenda) war ein deutscher Kommunalpolitiker (SPD).

## Werdegang
Heiderhoff trat 1938 in den Dienst der Stadtverwaltung Mülheim an der Ruhr. Von 1963 bis 1974 war er Oberstadtdirektor, danach vom 1. Oktober 1974 bis Ende 1986 Vorstand des Rheinisch-Westfälischen Elektrizitätswerks (RWE).

## Ehrungen
- 1983: Verdienstkreuz 1. Klasse der Bundesrepublik Deutschland